# مسواکیان
مسواکیان (Salvadoraceae) تیره‌ای از کلم‌سانان درختی یا درختچه‌ای با سه سرده و حدود دوازده گونه است که در مناطق گرم و خشک می‌رویند و گلهای منظم و کوچک و معمولاً چهارپر دارند که در گل‌آذین‌های دسته‌ای fascicles به‌صورت مجتمع قرار گرفته‌اند و برگ‌های آنها ساده و علفی یا چرمی است.